# Казуары

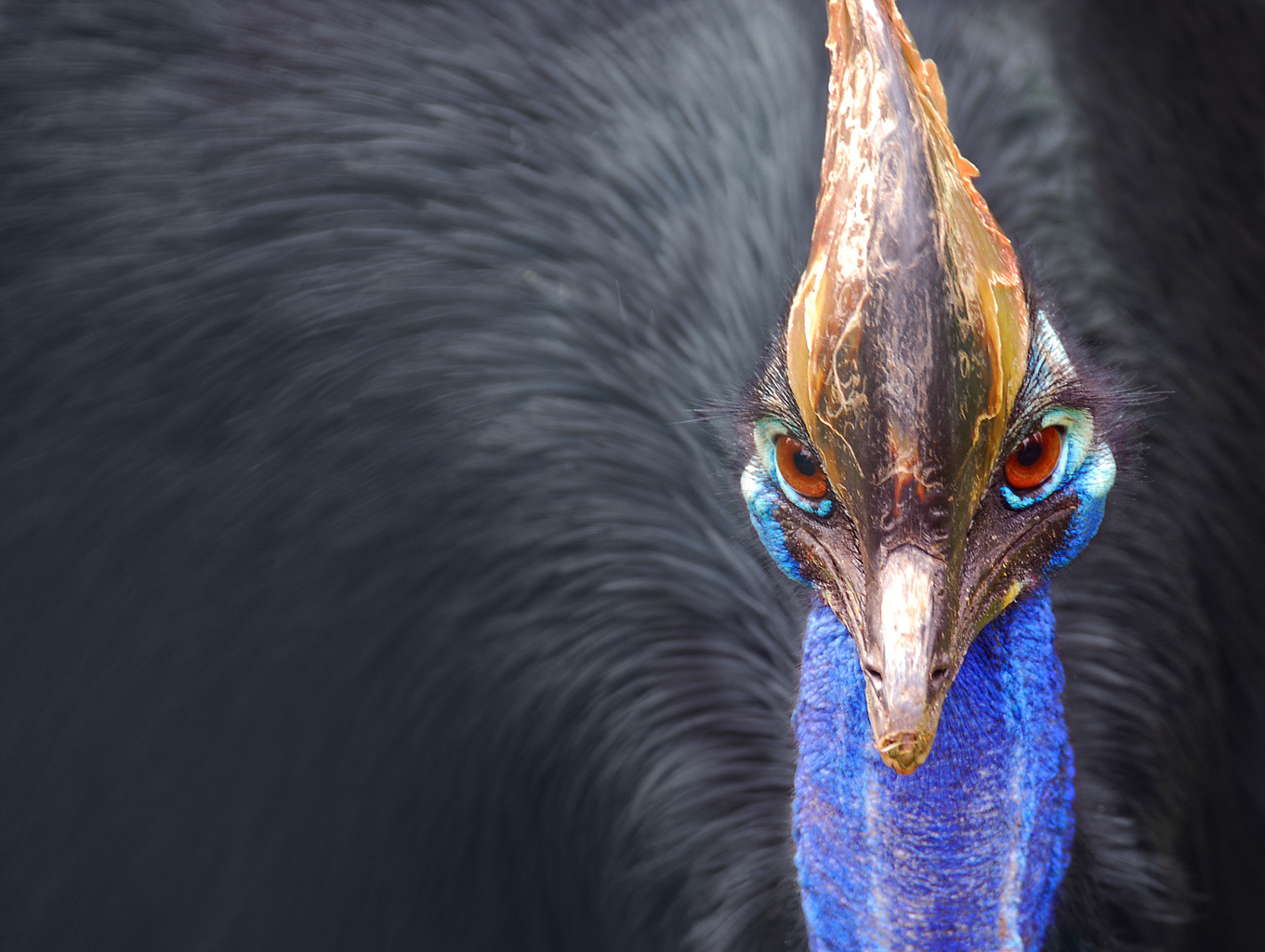
Голова казуара

Казуа́ры (лат. Casuarius) — род крупных нелетающих птиц семейства казуаровых отряда казуарообразных, обитающих в тропических лесах Новой Гвинеи и северо-востока Австралии. Название птицы заимствовано из индонезийского языка (индон. kasuari) и происходит от папуасского kasu weri, что в переводе означает «рогатая голова».

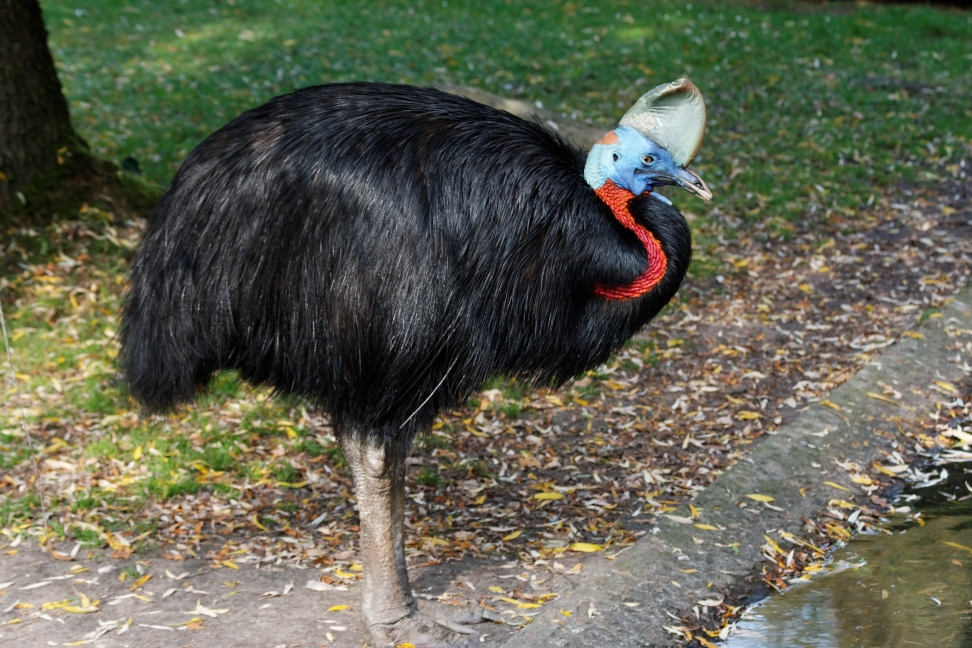
Оранжевошейный казуар

## Внешний вид
Казуары — крупные нелетающие птицы. Взрослые особи шлемоносного казуара достигают 1,5—1,8 метра высоты (некоторые — до 2 м) и весят около 60 килограммов. Это самые крупные птицы Австралии и вторые по величине птицы в мире (после страуса).
Все три вида имеют вырост на голове, который называется «шлемом». Он состоит из рогового вещества вокруг твёрдого материала, имеющего губчатую структуру. Имеется несколько версий о функциях шлема. Возможно, он является вторичным половым признаком. По другой версии, казуары используют его, чтобы пробиваться через подлесок во время бега. Возможно также, что птицы применяют его как оружие в схватках за доминирование или как средство для разгребания опавших листьев при поисках пищи. Последние три версии оспариваются биологом Эндрю Маком на основании его собственных наблюдений. Однако в более ранних статьях Кроума и Мура отмечено, что птицы нагибают голову во время бега. Выдвинутое Маком и Джоунсом предположение, что шлемы играют роль в общении с помощью звуковых сигналов, основывалось на том, что по крайней мере мурук и шлемоносный казуар издают низкочастотные звуки, которые могут быть средством общения в густых тропических лесах.
У мурука неоперённая голова, у двух других видов — также и шея, кроме того, у этих двух имеются свисающие кожистые выросты — серёжки (отсутствующие у мурука), благодаря которым легко определить вид казуара: у оранжевошейного серёжка одна, а у шлемоносного — две.
Оперение чёрное, имеет некоторые особенности. Как и у эму (ближайших родственников казуаров), перья казуаров лишены крючочков, придающих упругость. В результате этого перья казуаров более мягкие и гибкие, чем у большинства других птиц. Кроме того, дополнительные перья увеличены в размере (у большинства птиц они маленькие или скрытые) и вместе с основным пером выходят из одного очина. Оба пера, придающие оперению казуаров и эму уникальность, одновременно сменяются во время ежегодной линьки. Крылья у казуаров рудиментарны, с маховыми перьями, редуцированными до 5—6 похожих на иглы стволов (от 6 до 20 см длиной у взрослых птиц). Эти перья аборигены Новой Гвинеи больше всего любят использовать в качестве украшений для носа и обрядовой одежды. На главном пальце крыла имеется коготь — примитивное наследие рептилий. Хвостовые перья у казуаров отсутствуют.
Самки казуара крупнее самцов, более ярко окрашены и имеют более крупные шлемы. Молодые особи имеют коричневое оперение, у них отсутствуют яркие краски на шее и выросты на голове значительно меньше, чем у взрослых птиц.
Ноги казуара очень сильные, трёхпалые, с острыми когтями. Кинжалообразный коготь внутреннего пальца имеет длину около 120 мм. Этот коготь особенно опасен, так как им казуар способен убить человека одним ударом. Казуары могут развивать скорость до 50 км/ч при беге через густой лес, прыгать до 1,5 метра в высоту и очень хорошо плавают.

## Распространение
Казуары обитают в тропических лесах Новой Гвинеи и северо-востока Австралии. Ареалы всех трёх видов частично пересекаются, однако казуары разных видов избегают встреч, предпочитая селиться на различной высоте (при этом диапазон высот, доступный казуарам, достаточно велик: на Новой Гвинее они встречались на высоте 2 тыс. м над уровнем моря и выше). Так, оранжевошейный казуар обитает преимущественно в низменных лесах, шлемоносный казуар — на средних высотах, а мурук — в горных лесах (впрочем, в тех местностях, где не встречаются другие виды, мурук может спускаться до высоты уровня моря).
В Австралии казуары обитали предположительно уже в плейстоцене. В настоящее время шлемоносный казуар обитает только на полуострове Кейп-Йорк в северном Квинсленде. Однако и здесь казуары — исключительно лесные обитатели; то, что их иногда встречают на полях, обусловлено вырубкой лесов, приводящей к тому, что казуары вынуждены пересекать открытые пространства.
Кроме того, казуары обитают на некоторых островах близ Новой Гвинеи: шлемоносный — на островах Серам и Ару, мурук — на островах Япен и Новая Британия, а оранжевошейный — на островах Япен и Салавати. Однако неясно, обитали ли казуары там изначально, или же современное распространение — результат торговли молодой птицей на Новой Гвинее.

## Образ жизни
Все казуары — скрытные птицы и обитают в глубине леса. Скрываются задолго до появления человека. Из-за скрытого образа жизни оранжевошейный казуар и мурук изучены недостаточно.
За исключением брачного периода, казуары живут поодиночке. Активны в тёмное время суток, с пиком активности во время вечерних и утренних сумерек, днём обычно отдыхают. Большую часть времени занимаются поиском пищи, используя при этом всё время старые пути через подлесок.
Встречаются случаи нападения казуара на людей, однако это происходит в основном как самозащита или в случае вторжения людей на их территорию, в особенности во время воспитания птенцов, а также в случае опасности. Нападению обычно предшествует поза угрозы, при которой казуар вздымает перья и наклоняет к земле голову, его шея надувается, а тело начинает дрожать. Если за этим следует фактическая атака, казуар бьёт одновременно обеими ногами. Кинжалообразные когти могут приводить к тяжелейшим увечьям, влоть до летального исхода.

### Питание
Казуары питаются преимущественно упавшими фруктами или поспевающими на нижних ветвях деревьев. Питаются также грибами, улитками, насекомыми, лягушками, змеями и другими мелкими животными. Как и другие птицы, глотают камни, которые служат гастролитами. Регулярно пьют воду, которая в области их естественного обитания всегда имеется в достаточном количестве.

### Размножение
Точный период размножения отдельных видов неизвестен. Большинство популяций высиживают птенцов в период с июля по октябрь, однако встречались птицы, которые высиживали яйца в другие месяцы года. Самец осматривает участок площадью от 1 до 5 км². Если на него заходит самка, самец начинает брачную игру. При этом у него вздымаются перья, он начинает кружить вокруг самки; шея надувается,  самец издаёт глухие звуки

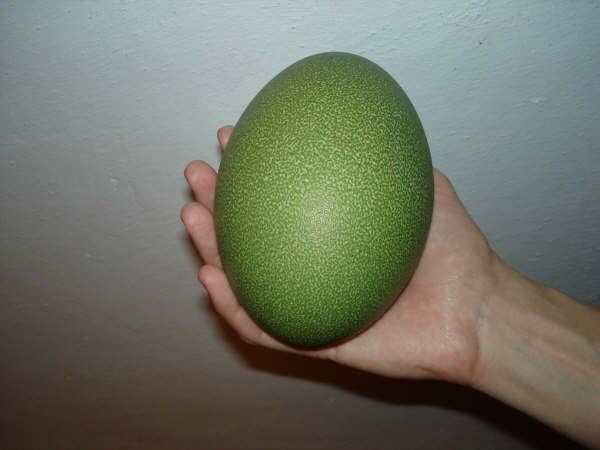
Казуарово яйцо в человеческой руке

После спаривания пара ещё несколько недель остаётся вместе. При этом самка откладывает от трёх до восьми яиц в гнездо, свитое самцом. Яйца казуара бледного зеленовато-голубого цвета, имеют размер около 9—14 см и массу до 650 граммов (лишь у страуса и эму яйца более крупные). Самки в основном не принимают участия в высиживании яиц и заботе о птенцах; часто они уходят на участок к другому самцу, с которым вновь спариваются. Самцы же высиживают яйца около двух месяцев и затем самостоятельно заботятся о птенцах.

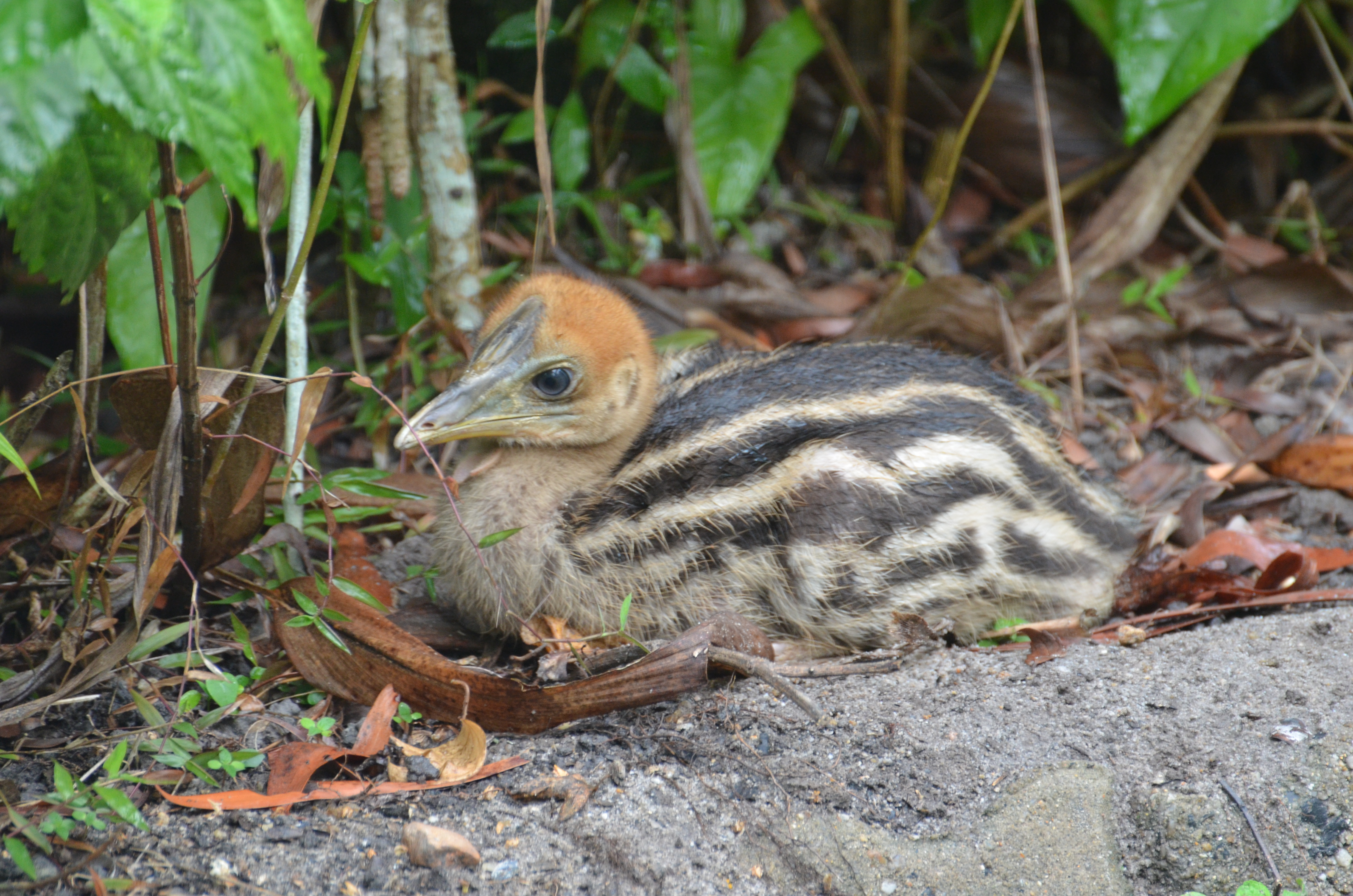
Одномесячный птенец

После 49—56 дней высиживания яиц из них вылупляются птенцы. Они имеют светло-коричневую окраску с тёмными коричневыми полосами вдоль всего тела. Птенцы могут бегать уже через несколько часов после вылупления и следуют за отцом около девяти месяцев. В полугодовалом возрасте они меняют окраску на одноцветную коричневую. Примерно в это же время становится заметен шлем. На втором году жизни казуары постепенно принимают вид взрослой птицы и достигают их размеров. Половая зрелость наступает в три года.
О потенциальной продолжительности жизни казуаров известно мало. Оценки колеблются от 12 до 19 лет жизни в дикой природе. В зоопарках казуары достигали возраста 40 лет.

### Враги
Кроме человека, у казуаров на Новой Гвинее нет естественных врагов. Для молодых птенцов может быть потенциально опасной дикая собака динго.

## Систематика

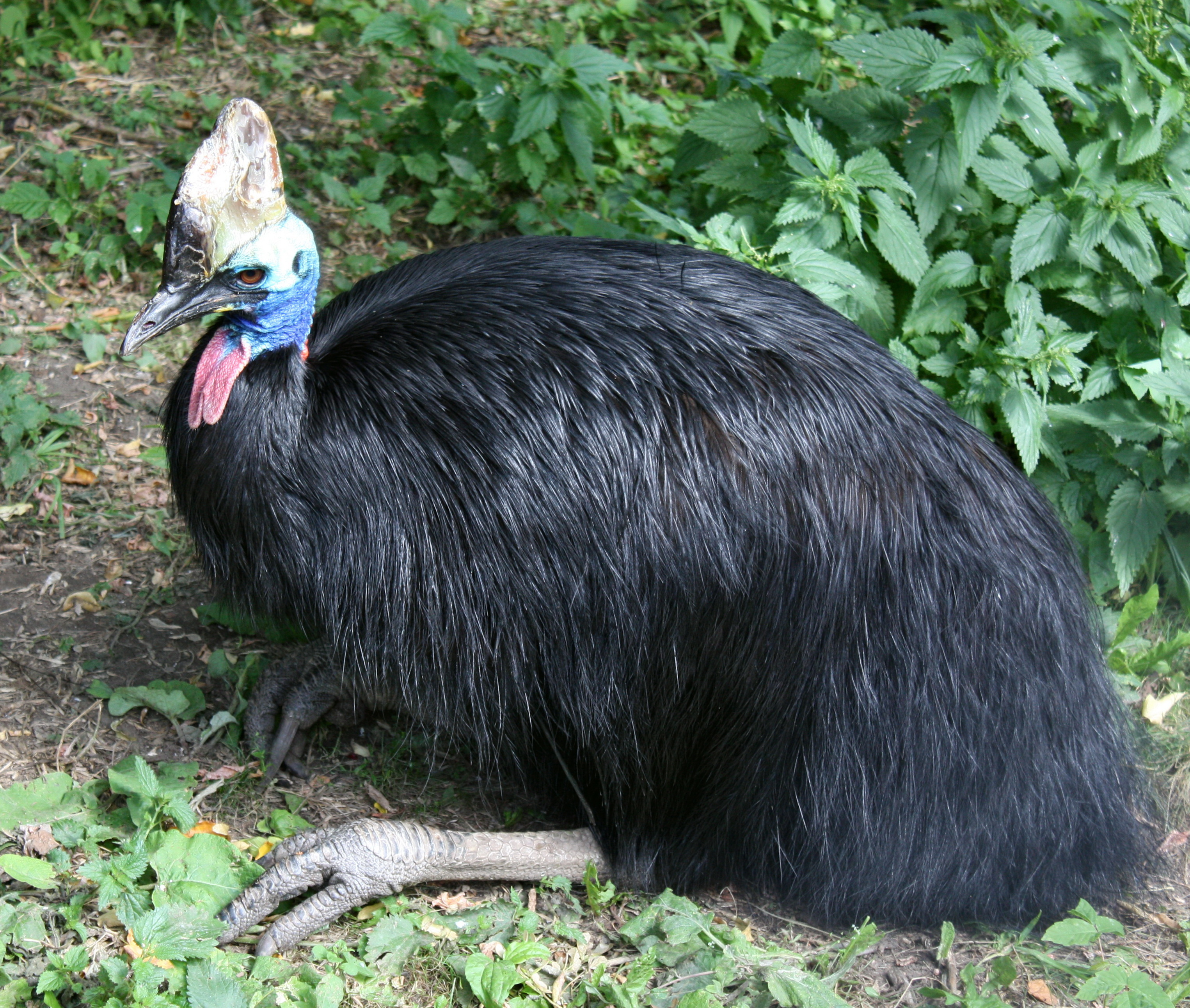
Шлемоносный казуар (Casuarius casuarius) в Московском зоопарке

Казуары относятся к подклассу бескилевых птиц, к которому принадлежат также эму, нанду, страусы, моа и киви. На сегодня род казуаров включает три вида:
- Шлемоносный казуар — Casuarius casuarius
- Казуар-мурук — Casuarius bennetti
- Оранжевошейный казуар — Casuarius unappendiculatus

Существование четвёртого вида Casuarius papuanus оспаривается учёными, так как различия с казуаром-муруком крайне незначительны.
Всего описано 22 подвида трёх видов казуара. Часто подобные описания происходили по пойманным птицам, происхождение которых не было известно. Так как различия между различными полами, возрастами и отдельными индивидуумами птиц недостаточно исследованы, разделение казуаров на подвиды считается не вполне обоснованным.

## Ископаемые остатки
Ископаемые остатки казуаров достаточно редки. Большинство находок являются только лишь фрагментами, которые не могут быть точно сопоставлены эму или казуарам. Все ископаемые найдены в Австралии. Одна находка, которая может быть точно сопоставлена муруку, плейстоценовой эпохи, найдена в Новом Южном Уэльсе.

## Роль в распространении семян

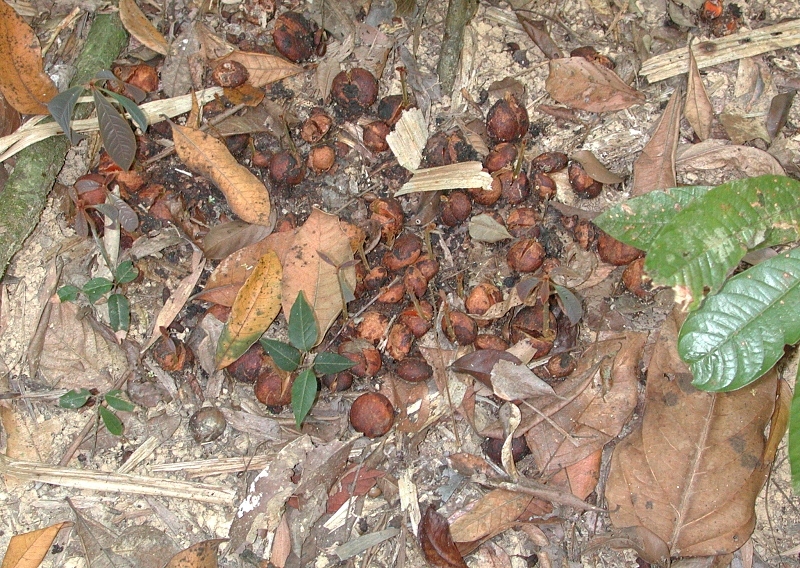
Помёт шлемоносного казуара

Казуары едят плоды более ста видов тропических растений и обычно оставляют с плотным помётом жизнеспособные семена. Известно, что казуары распространяют семена на расстояния более километра и таким образом играют важную роль в экосистеме.
Сотрудники Мельбурнского университета Иан Вудроу и Брюс Уэббер провели опыт, в результате которого было установлено, что семена редкого тропического растения из семейства ахариевых Ryparosa javanica, оказавшиеся в помёте казуаров, дают всхожесть 92%, тогда как «необработанные» — всего 4%. Высокое содержание цианида в семенах этого растения не оказывает негативного влияния на казуаров — скорее всего, по той причине, что семена проходят через пищеварительную систему птиц всего за несколько часов.

## Казуары и человек
В повседневной жизни населения Новой Гвинеи казуары в течение многих веков играли важную роль. Во-первых, на них охотились из-за мяса, которое очень приятно на вкус. Перья служат украшением, а стержень маховых перьев может использоваться в качестве палочек-украшений для носа и губ. Когти использовались в качестве наконечников стрел, из ножных костей изготавливались орудия труда и оружие.
Казуары считались настолько ценными, что торговля ими между папуасами и мореплавателями Южной Азии существовала уже около 500 лет назад. Папуасы приносили преимущественно молодых птиц на берег, где обменивали их на товары; в среднем один казуар имел стоимость примерно восьми свиней. Предполагается, что казуары некоторых мелких островов получили на них своё распространение именно таким образом.
Помимо практического использования, казуары играли также духовную роль в общинах Новой Гвинеи. Эти птицы присутствуют как персонажи в многочисленных мифах и сказках.
Ареалы оранжевошейного и шлемоносного казуара постоянно сокращаются, и они относятся к видам, находящимся под угрозой. Размер популяций оценивается в пределах от 1500 до 10 000 особей. Около 40 особей содержатся в неволе в Австралии. Сокращение популяций привело к тому, что некоторые казуары стали выходить из тропических лесов к человеческому жилью, что, в свою очередь, привело к их конфликту с садоводами. Однако в некоторых местах птиц стали привлекать для показа туристам. В Австралии шлемоносный казуар находится под охраной; при этом на тех дорогах, где вероятно появление этих птиц, устанавливаются дорожные знаки, предупреждающие о возможном столкновении с ними.

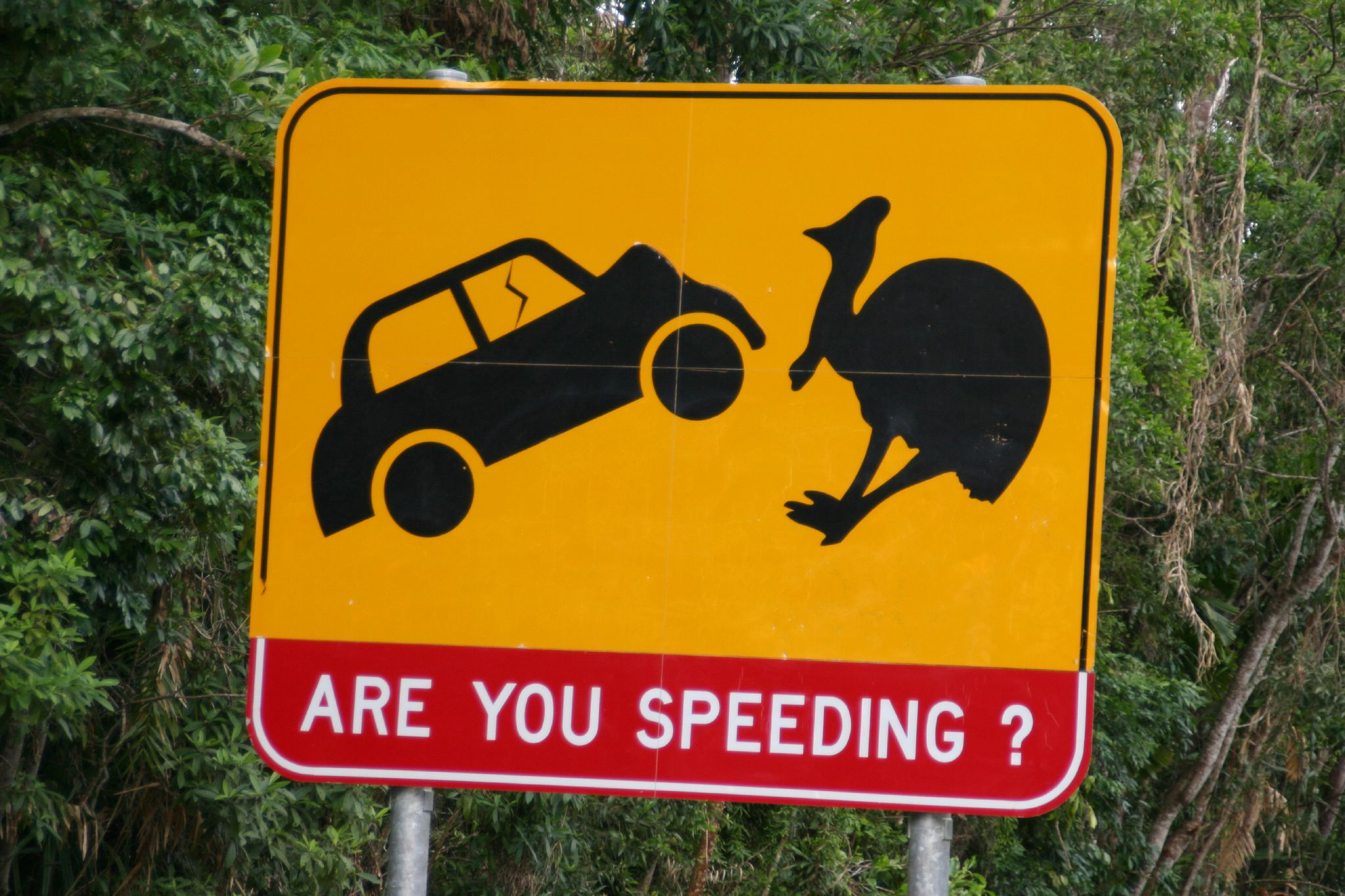
Предупреждение о возможном появлении казуаров на дороге

Издание 2004 года Книги рекордов Гиннесса называет казуара самой опасной птицей на Земле. Обычно птица достаточно скрытна, однако будучи потревоженной, может нанести сокрушительный удар своими мощными ногами, причинив смертельные раны человеку. Особенно опасны раненые или загнанные птицы. Во время Второй мировой войны американские и австралийские военные, дислоцированные в Новой Гвинее, были проинструктированы о том, чтобы избегать контакта с казуарами. Казуаров также считают одной из самых опасных птиц для содержания в зоопарках, основываясь на частоте и тяжести увечий, причинённых ими работникам зоопарков.
В результате многочисленных столкновений казуаров с человеком большие территории австралийских национальных парков были временно закрыты во избежание контактов людей с этими птицами.